# Papa-moscas-pequeno

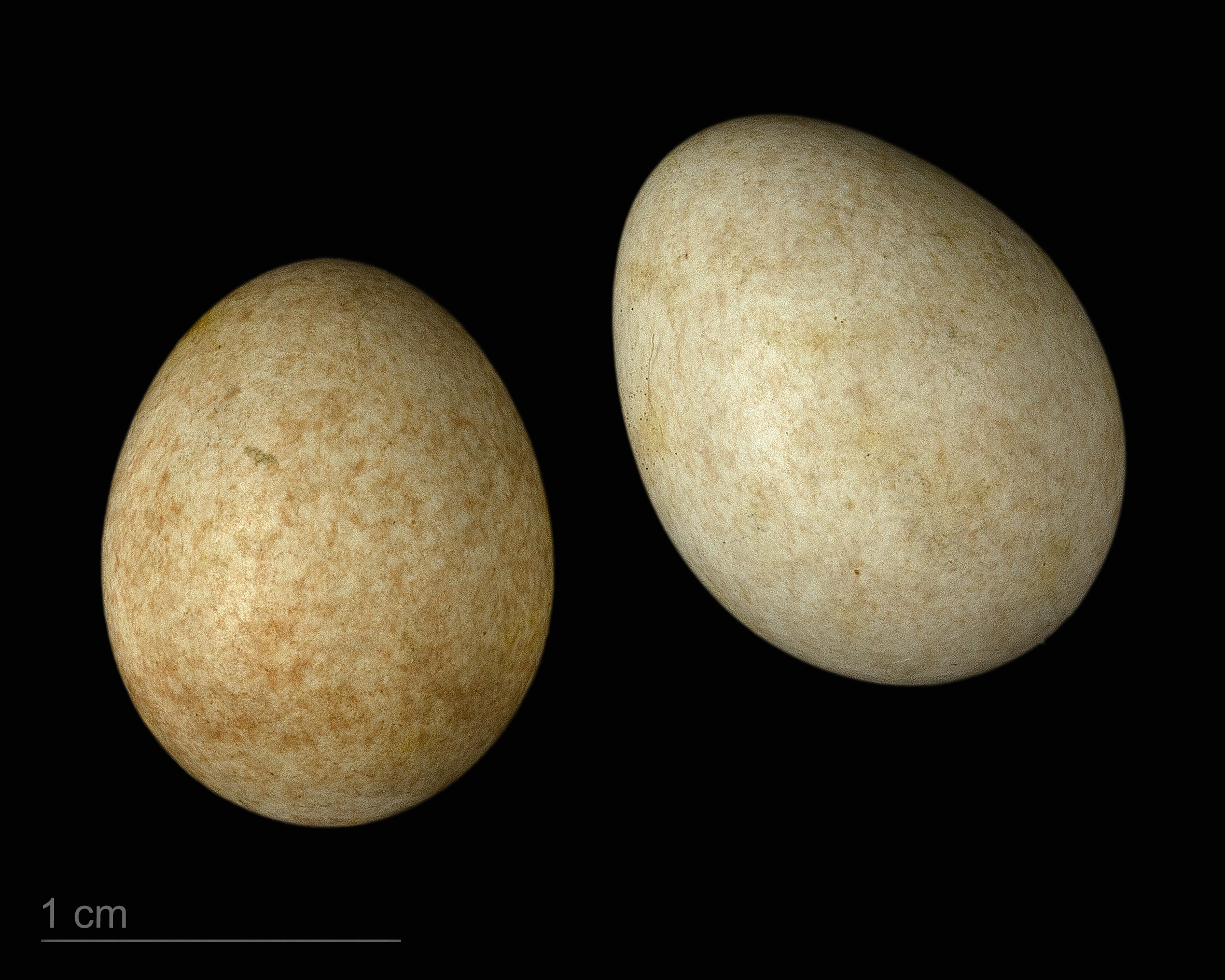
Ficedula parva - MHNT

Papa-moscas-pequeno ou papa-moscas-real-ocidental (Ficedula parva) é uma pequena ave pertencente à família Muscicapidae. Caracteriza-se pelo peito alaranjado e pelas rectrizes exteriores parcialmente brancas, com a barra terminal preta.
Este papa-moscas é oriundo do leste da Europa, sendo muito raro em Portugal.

## Subespécies
São normalmente reconhecidas 2 subespécies de papa-moscas-pequeno:
- F. p. parva - Europa, Sibéria ocidental, Turquia, Cáucaso e norte do Irão
- F. p. albicilla - Sibéria oriental